# Municipio Ixtlahuacán
Koordinaten: 19° 0′ N, 103° 44′ W
Ixtlahuacán ist ein ländlich geprägtes Municipio im mexikanischen Bundesstaat Colima. Der Name kommt aus dem Nahuatl und bedeutet wüstenhafter Ort ohne Bäume und Häuser. Verwaltungssitz und größter Ort des Municipios ist das gleichnamige Ixtlahuacán.

## Geographie
Im Norden und Osten grenzt Ixtlahuacán an das Gemeindegebiet von Colima, im Westen und Süden an Tecomán. Im Südosten hat Ixtlahuacán eine kleine gemeinsame Grenze mit dem Bundesstaat Michoacán.

## Wirtschaft
Ixtlahuacán ist vor allem durch seine Landwirtschaft (v. a. Südfrüchte) und Viehzucht geprägt. 

## Tourismus
Zu den touristischen Attraktionen gehören die Tropfsteinhöhle in San Gabriel, der prähispanische Friedhof "Tumbas de Tiro" und der Badeort "La Toma".